# Хърсовска река
Хърсовска река (или Деребою) е река в Североизточна България, област Шумен – община Никола Козлево, област Добрич – община Тервел и област Силистра – общини Алфатар, Кайнарджа и Силистра. Влива се като суходолие отдясно в суходолието на река Канагьол. Дължината ѝ е 91 km, която ѝ отрежда 32-ро място сред реките на България.
Хърсовска река извира на 397 m н.в. в северната част на платото Стана, на 2,5 km СЗ от с. Хърсово, област Шумен. До село Пет могили протича на изток и североизток в широка долина, а след това се насочва на север, като долината ѝ става каньоновидна, дълбоко всечена в аптските и сарматски варовици и льосовата покривка на Лудогорието и Добруджа. След село Цани Гинчево коритото ѝ окончателно пресъхва и от там нататък продължава като суходолие, в което епизодично има водоток. В най-южната част на село Богорово, община Силистра суходолието на Хърсовска река се „влива" отдясно в суходолието на река Канагьол, на 24 m н.в.
Хърсовска река е с основно дъждовно-снежно подхранване, но с непостоянен речен отток, като максимумът е през пролетта март-юни, а минимумът – юли-октомври.
По течението на реката са разположени 4 села:
- Област Шумен

- Община Никола Козлево – Хърсово, Каравелово, Цани Гинчево;

- Област Силистра

- Община Алфатар – Кутловица.

В горното течение на реката, там където има постоянен водоток водите ѝ се използват за напояване, като по самата река и по няколко от нейните притоци са изградени няколко микроязовира – „Деребою", „Каравелово" и др.
В Силистренска област по суходолието на реката преминава цялата граница между общините Алфатар и Кайнарджа. В този участък по стръмните и отвесни скалисти брегове на реката през средновековието изкуствено са издълбани стотици пещери (Войновски скални манастири), в които са се помещавали отшелници-монаси и християнски манастири.

## Топографска карта
- Лист от карта K-35-19. Мащаб: 1 : 100 000.
- Лист от карта K-35-7. Мащаб: 1 : 100 000.